# Ivar Reimers
Ivar Valentin Reimers, född 14 februari 1886 i Skedevi församling, Östergötlands län, död 4 april 1948 i Vänersborg, var en svensk lärare, tonsättare och friidrottare (höjdhopp). Han tävlade för klubben Mariebergs IK.
Han hade olika tjänster inom skolväsendet och var framgångsrik idrottsman, men han var inte minst tonsättare åt poeter som Nils Ferlin, Anders Österling, Wilhelm Peterson-Berger och Elsa Beskow.

## Manskvartetter
Det svenska landet (Anders Österling)
Stilla Hjärta (Jeppe Aakjær)
Milorna flämta (Nils Ferlin
Vaggvisa (W. Peterson-Berger)

Publicerade i kvartetthäften utgivna av Sällskapet för svenska kvartettsångens befrämjande. Textförfattarna inom parentes.

### Fotnoter
1. ↑  Sveriges Dödbok 1901–2009, DVD-ROM, Version 5.00, Sveriges Släktforskarförbund (2010).
2. ↑  Reimers, Ivar Valentin, läroverksadjunkt, Vänersborg i Vem är Vem? / Götalandsdelen utom Skåne 1948 / 793.